# Урочище Вовчак

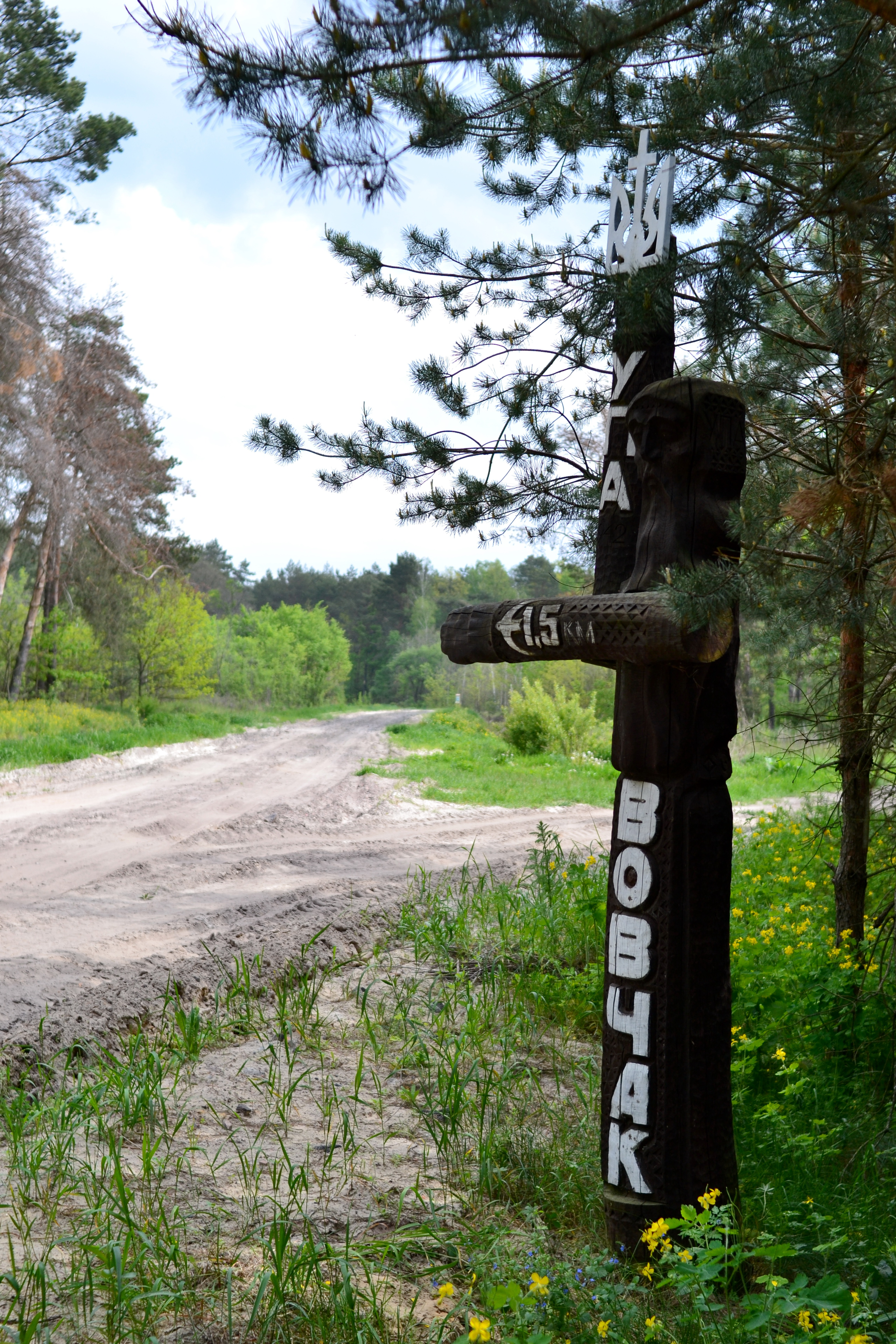

Урочище Вовчак — місце розташування однієї з перших повстанських баз підрозділів УПА під назвою «Січ». Урочище розташоване на території колишнього села Вовчак, на межі Турійського і Володимир-Волинського районів Волинської області, і вважається місцем зародження УПА.

## Історичні події
На початку минулого століття на правому березі річки Турія, налічувалося 35 житлових будинків і мешкало 185 селян. Село Вовчак входило до Вербської волості Володимир-Волинського повіту.
В жовтні 1942 року дрібні загони членів ОУН, які діяли на Волині й Поліссі, об'єднувалися під спільним керівництвом та одержали назву «Українська повстанська армія». В лісових масивах навколо села Вовчак окружним провідником ОУН «Ящуром» була закладена військова база Ковельського та Любомльського округів ОУН. В селі в певні періоди розташовувались Головний штаб УПА Північ і штаб Військового округу «Турів». У Вовчаку і прилеглих до нього лісових урочищах в спішному порядку було побудовано понад два десятки нових приміщень, які призначались під адміністративні будівлі, казарми, склади, гарбарні, пекарні, різноманітні майстерні, школи, лікарні.
У 1946 році село було стерте з лиця Землі. З приходом на Волинь радянської влади база повстанців була не тільки знищена, трактори й бульдозери пройшлися і по місцевості. Понад 50 післявоєнних років урочище Вовчак було полем серед непрохідного лісу, за 6 км від
села Ревушки.

## Згадки проУПА
Загін дошкуляв відчутно окупантам всіх мастей, адже, окрім легкої стрілецької зброї, мав кулемети, гармати і навіть… один трофейний танк, відремонтований своїми ж умільцями. Усі спроби знищити «Січ» провалювалися, бо довкіл стояли застави, добре діяла повстанська розвідка і контррозвідка, опорні пункти мали телефонний зв'язок. А в рейди відділи куреня «Орла» вирушали не лише на конях, а й вантажними та легковими автомобілями, мотоциклами. Після блискавичних і здебільшого успішних операцій бойові групи швидко «розчинялися» у недоступних для ворога потаємних місцях Свинаринського лісу. На допомогу «Волинській січі» у найскрутніші моменти приходила сотня «Бистрого»-Пашкевича з Любомльщини, курінь «Вовчака» Олексія Шума з-під Мацейова та повстанці з Львівщини.

## Відновлення
У 2015 році Волинською обласною організацією ВО «Свобода» під керівництвом голови Турійської «Свободи» Василя Мазурика розпочато процес відновлення місця бойової слави УПА та перетворення його на базу патріотичного виховання та вишколу.
28 серпня 2016 року в урочищі Вовчак на Волині з ініціативи Волинської обласної організації ВО «Свобода» відбулося відкриття першої черги історичного комплексу «Вовчак. Волинська Січ».
Волинська обласна організація ВО «Свобода» понад рік працювала над відновленням історичного комплексу на місці зародження УПА. Для цього було збудовано криївку, окопи, бліндажі, церкву та музей бойової слави.
На відкриття першої черги історичного комплексу прибуло кілька тисяч українців з усіх куточків області та за її меж. Заходи розпочалися з освячення храму «Усіх святих землі Української», яке здійснив митрополит Луцький і Волинський Михаїл.

## Галерея

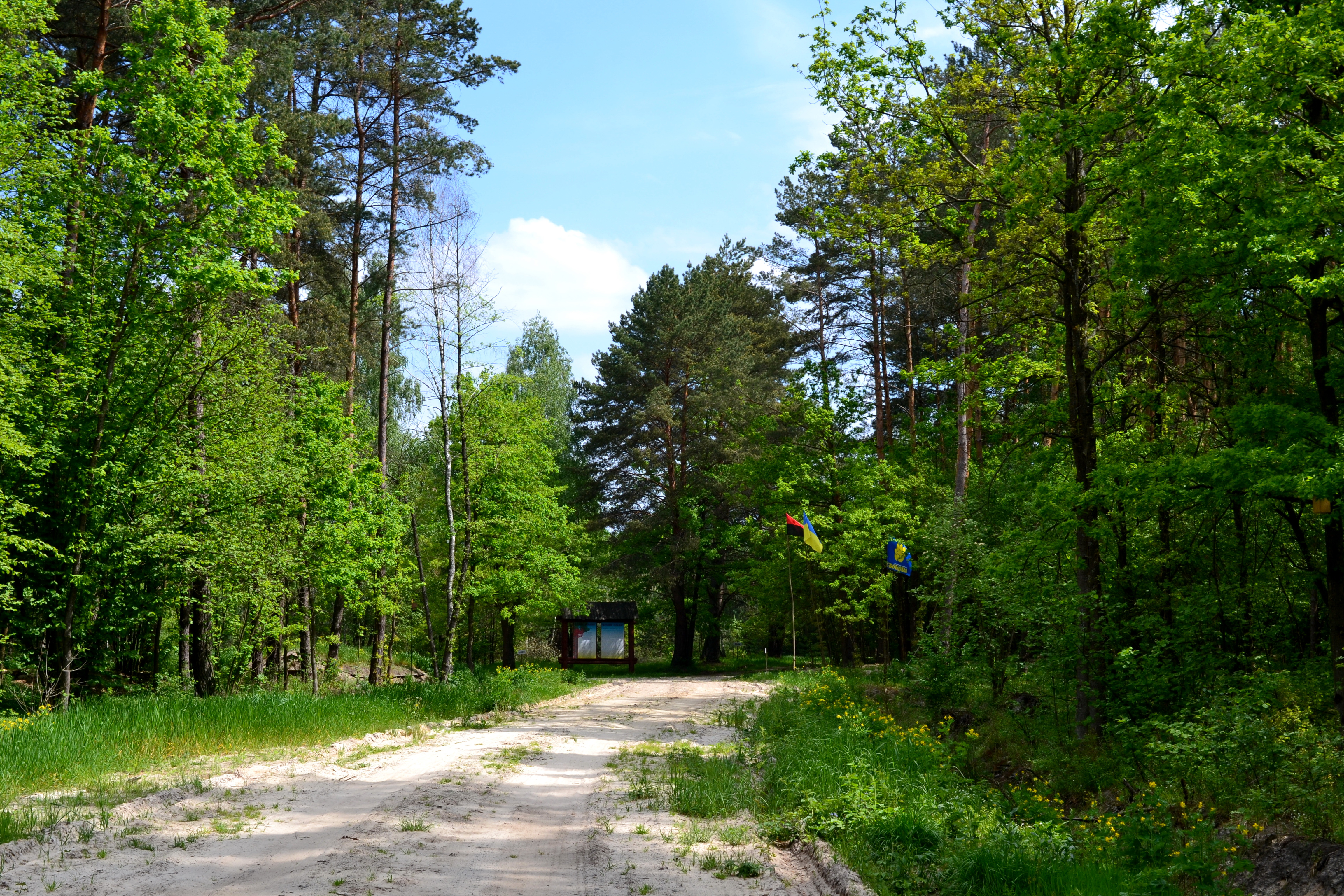
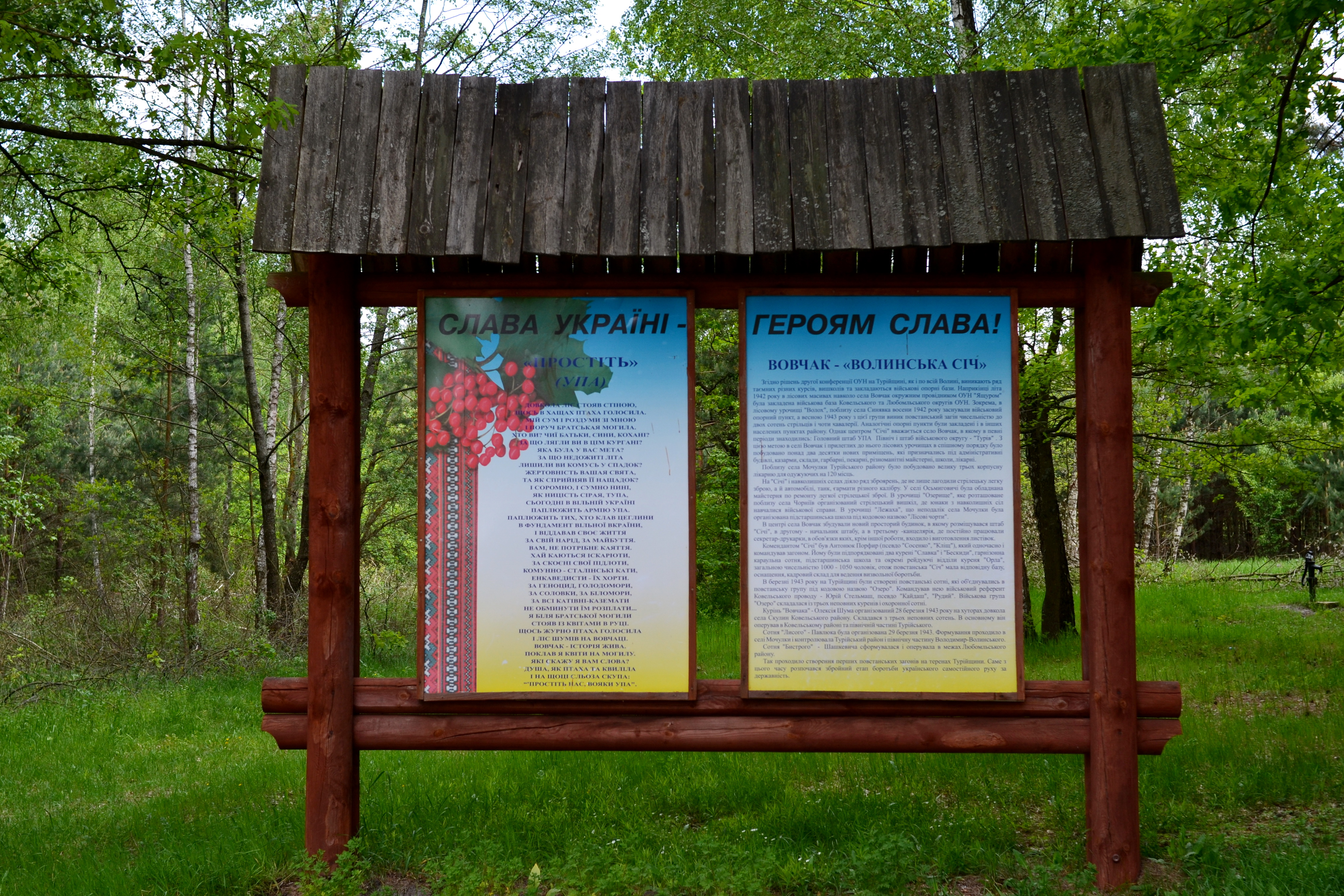
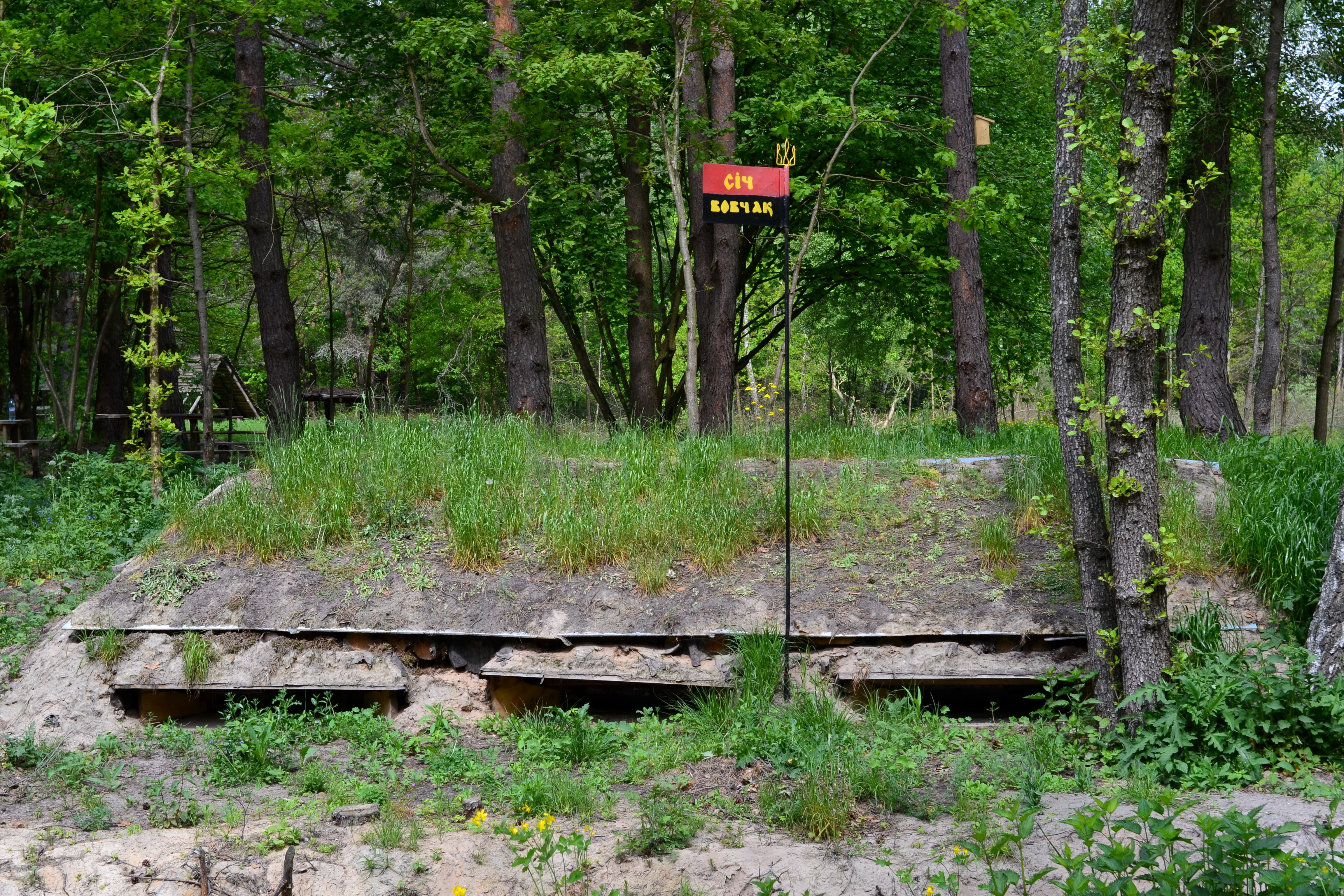
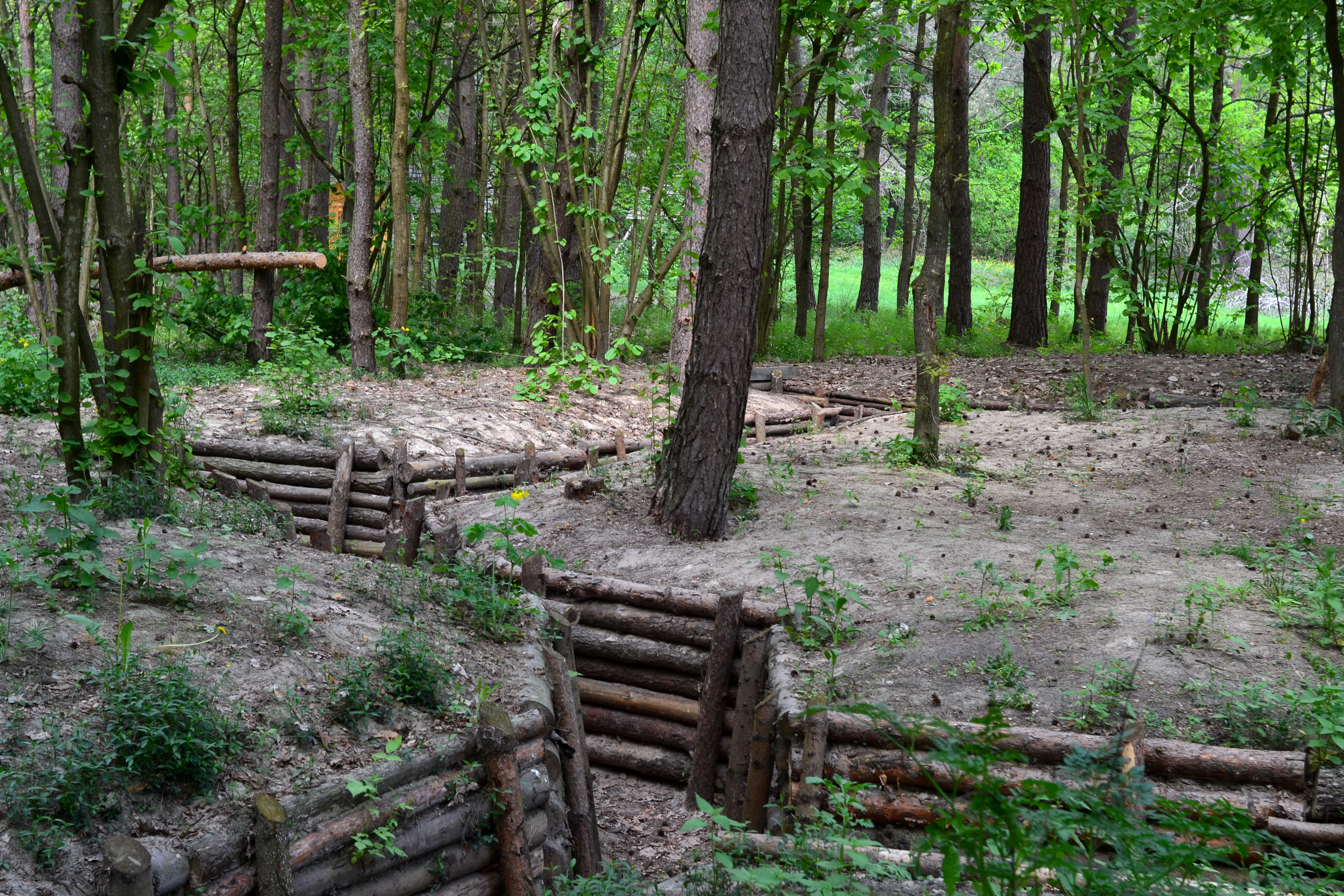
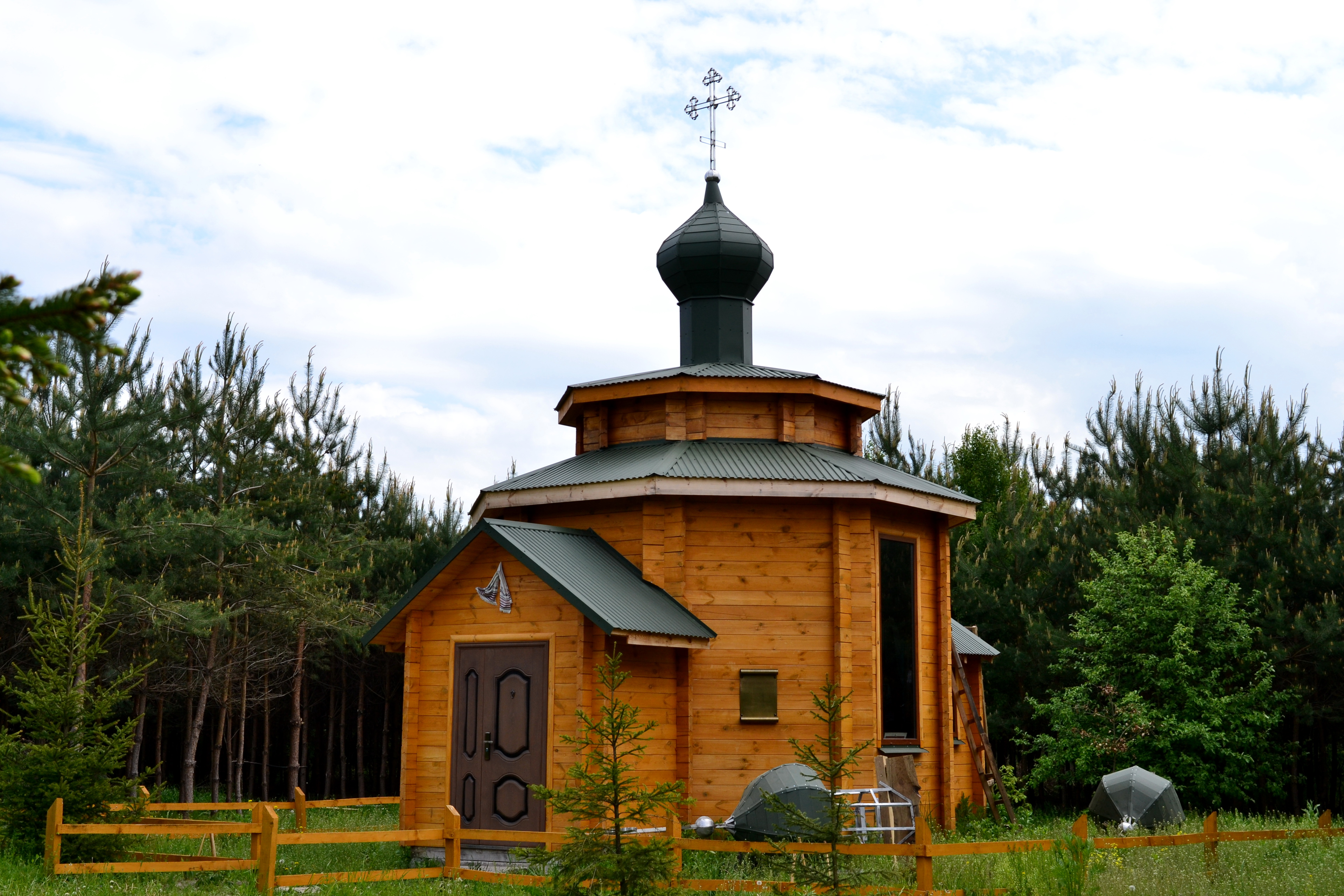
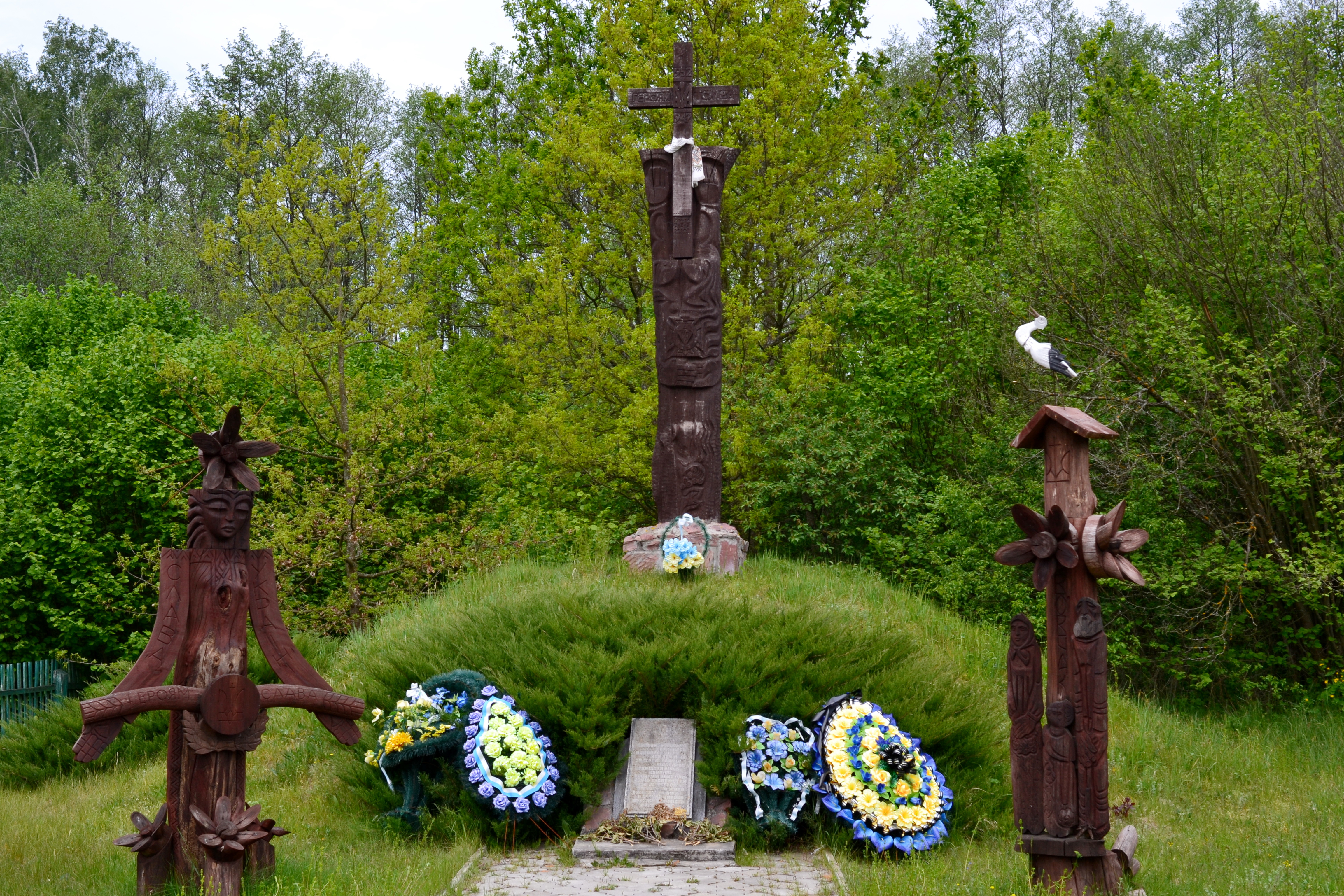
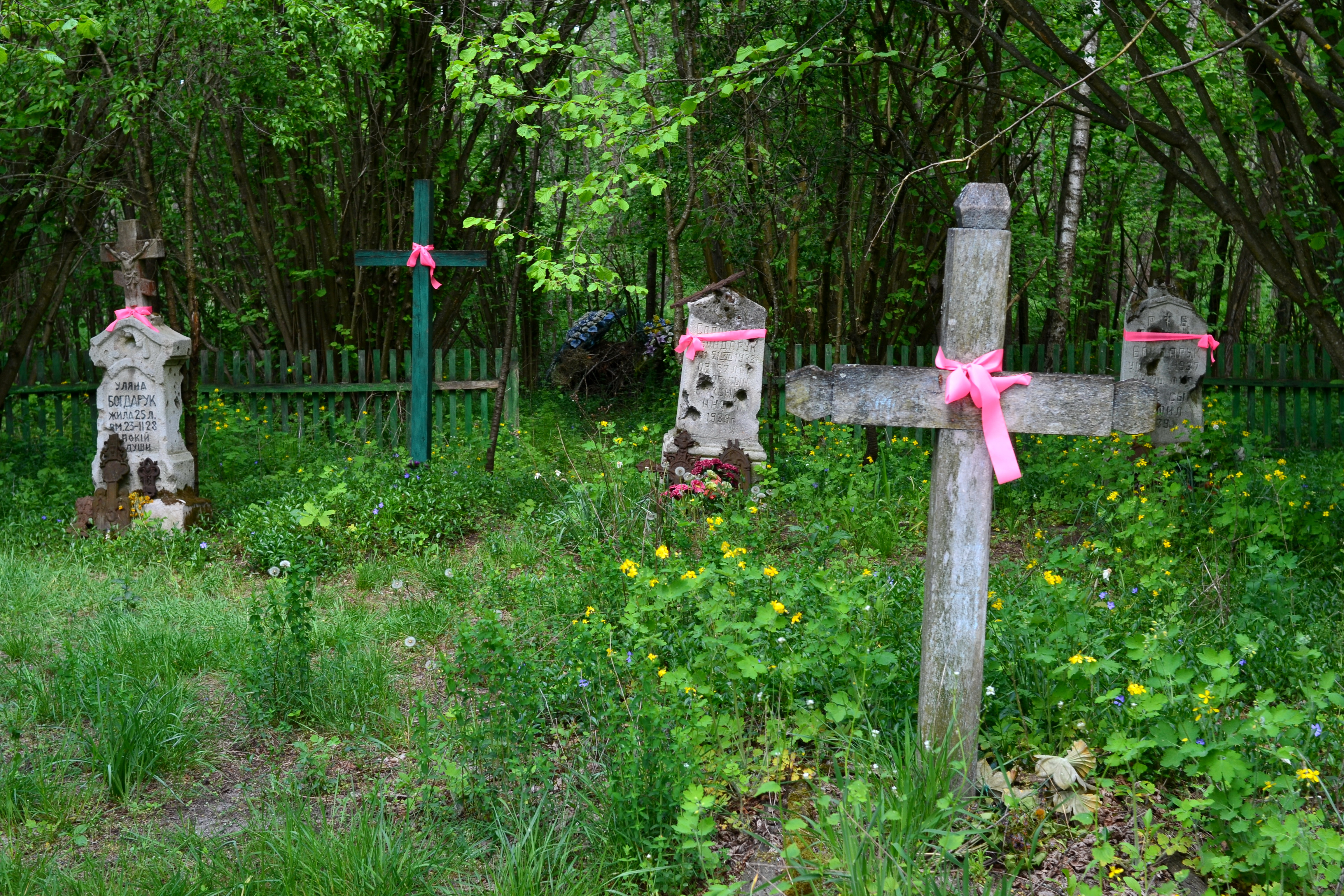
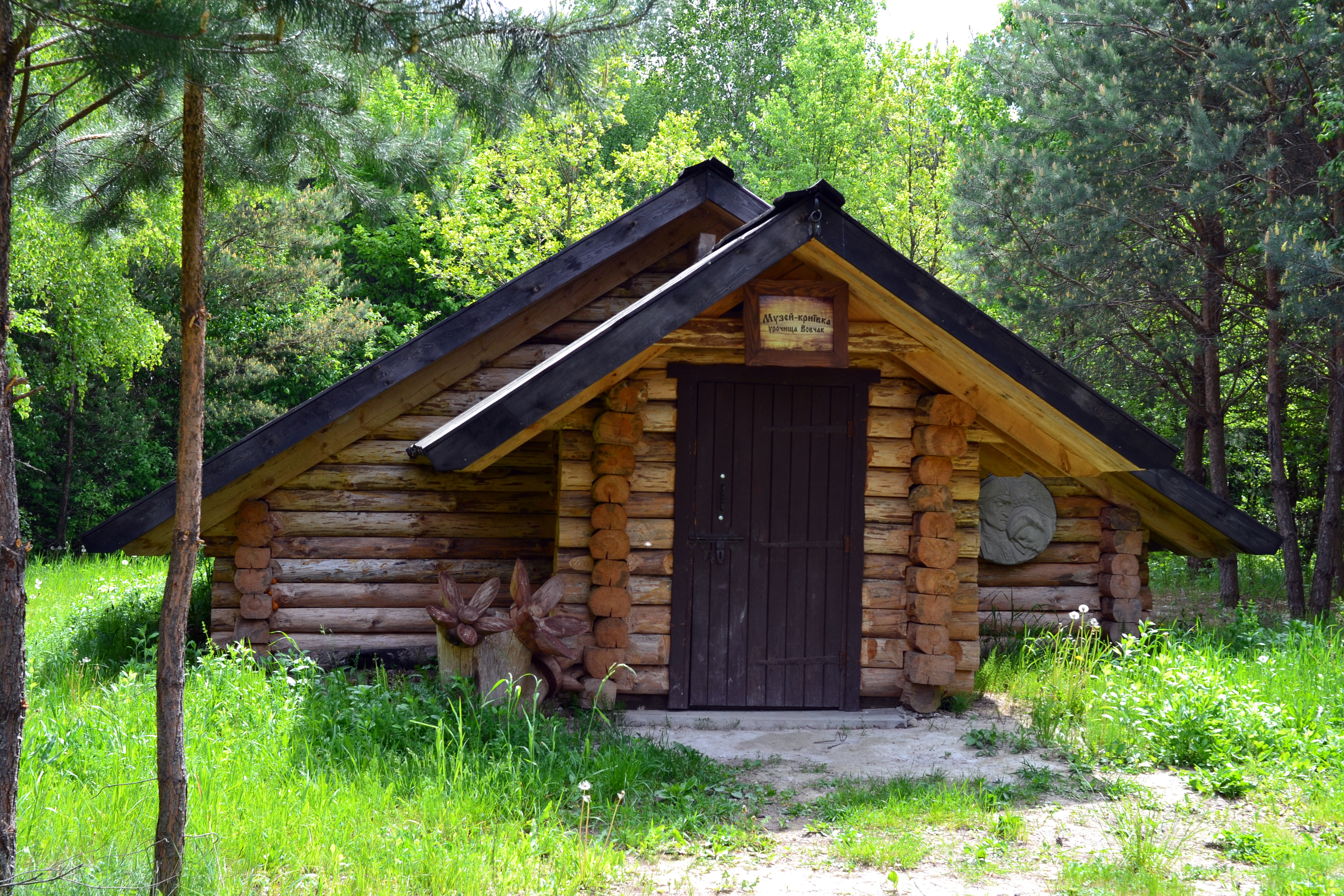
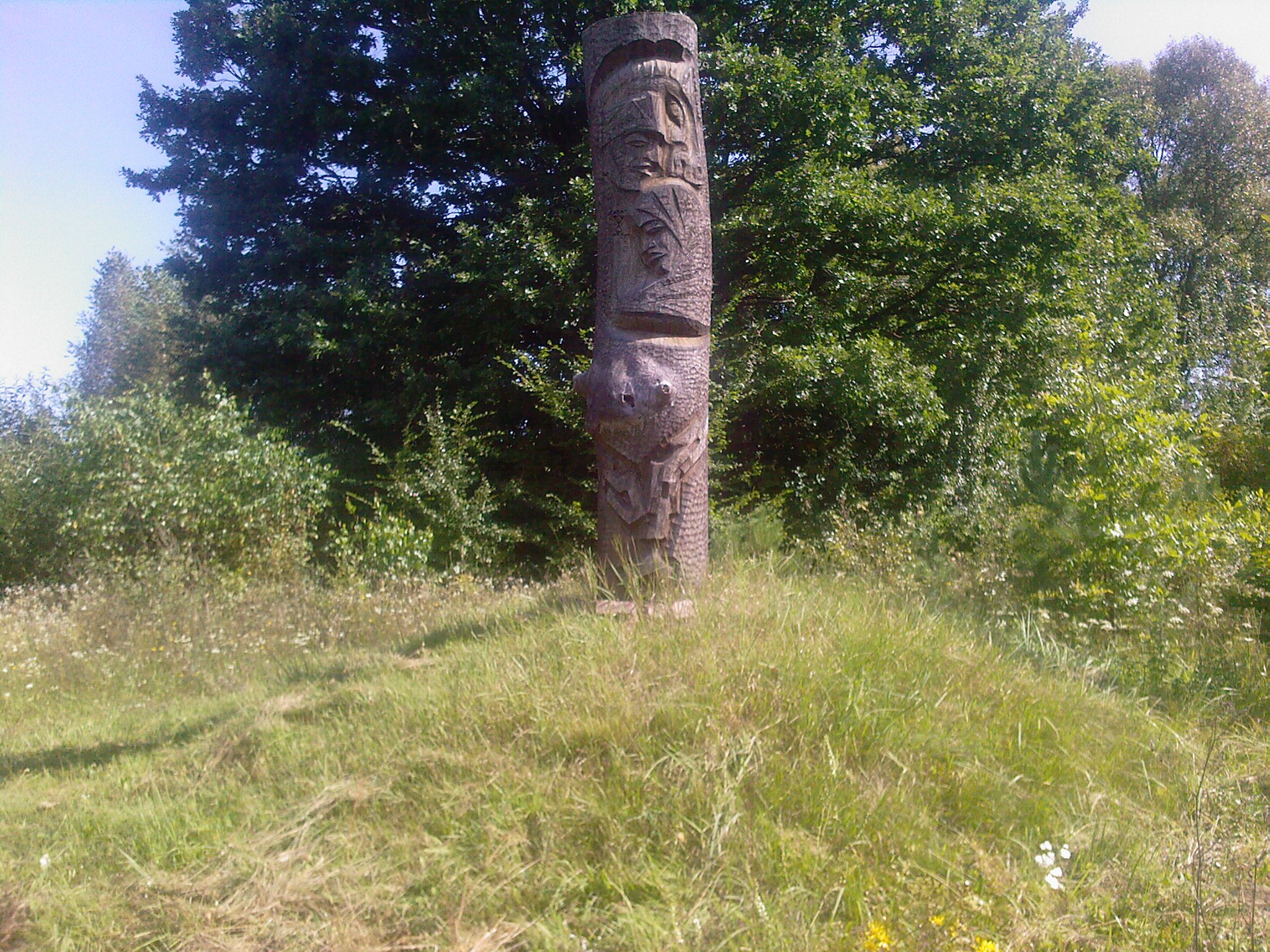
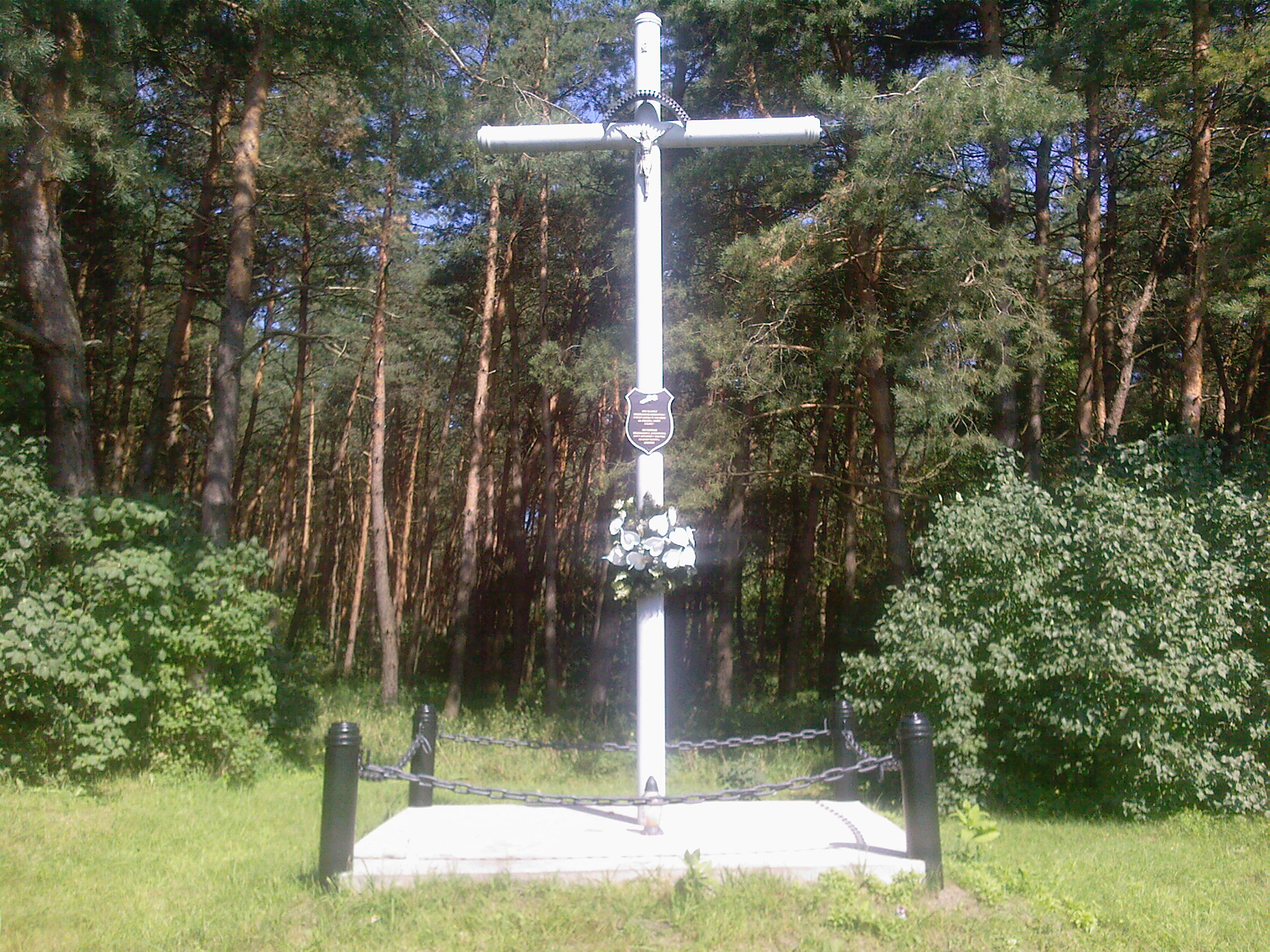